# George Parker, 4. hrabě z Macclesfieldu
George Parker, 4. hrabě z Macclesfieldu (George Parker, 4th Earl of Macclesfield, 4th Viscount Parker of Ewelm, 4th Baron Parker of Macclesfield) (24. února 1755 – 20. března 1842), byl britský šlechtic a dvořan. V mládí byl dlouholetým poslancem Dolní sněmovny, od roku 1795 člen Sněmovny lordů. Přes čtyřicet let zastával vysoké funkce u dvora, v nichž byl také členem britské vlády.

## Životopis

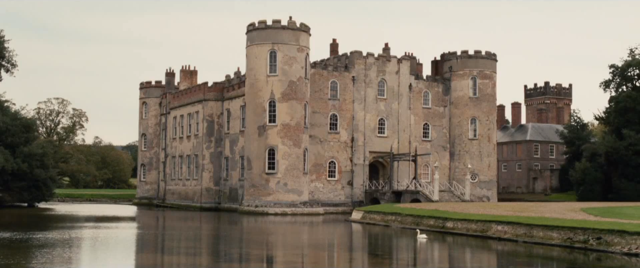
Zámek Shirburn Castle (Oxfordshire), sídlo hrabat z Macclesfieldu v letech 1716–2004

Pocházel ze šlechtického rodu, byl pravnukem významného právníka, 1. hraběte z Macclesfieldu. Narodil se jako starší syn Thomase Parkera, 3. hraběte z Macclesfieldu (1723–1795), po matce pocházel z významné bankéřské rodiny Heathcote. Studoval v Etonu a Oxfordu, v letech 1777–1784 a 1787–1795 byl poslancem Dolní sněmovny za stranu toryů, nejprve podporoval vládu lorda Northa, později se připojil k W. Pittovi mladšímu, na půdě parlamentu ale vystupoval jen zřídka. V letech 1780–1789 byl komořím prince waleského, v roce 1791 byl jmenován členem Tajné rady a jako finanční inspektor královského dvora (Comptroller of the Household) (1791–1797) byl členem vlády. Mezitím v roce 1795 zdědil titul hraběte a vstoupil do Sněmovny lordů (do té doby jako otcův dědic užíval titul vikomt Parker). V letech 1797–1804 byl lordem komořím Jiřího III., za druhé Pittovy vlády byl jmenován kapitánem královské gardy (1804–1806) a nakonec byl dlouhodobě velitelem královské tělesné stráže (1806–1830). V letech 1816–1818 byl prezidentem úřadu pro zemědělství. Zastával řadu dalších čestných postů, v letech 1817–1842 byl lordem místodržitelem v hrabství Oxfordshire, kde vlastnil statky, a od roku 1818 byl členem Královské společnosti.

## Rodinné a majetkové poměry
Z manželství s Mary Drake (1761–1823) měl jedinou dceru Mary (1786–1861), která se provdala za státníka Thomase Hamiltona, 9. hraběte z Haddingtonu (1780–1858), místokrále v Irsku a prvního lorda admirality.
Po Georgovi se dědicem hraběcího titulu stal mladší bratr Thomas Parker, 5. hrabě z Macclesfieldu (1763–1850), který zastával čestné posty v hrabství Oxfordshire. V tomto hrabství se nacházelo hlavní rodové sídlo Shirburn Castle, které potomkům patřilo až do roku 2004, kdy jej po dlouhém soudním sporu převzala soukromá společnost. Současným představitelem rodu je Richard Parker, 9. hrabě z Macclesfieldu (*1943).